# تاتا آس
تاتا آس (Tata Ace) خودرویی است که از سال ۲۰۰۵–کنون در پونه، اوتاراکند و هند تولید شده‌است.
این خودرو در کلاس کامیونت قرار گرفته، است.

## نگارخانه

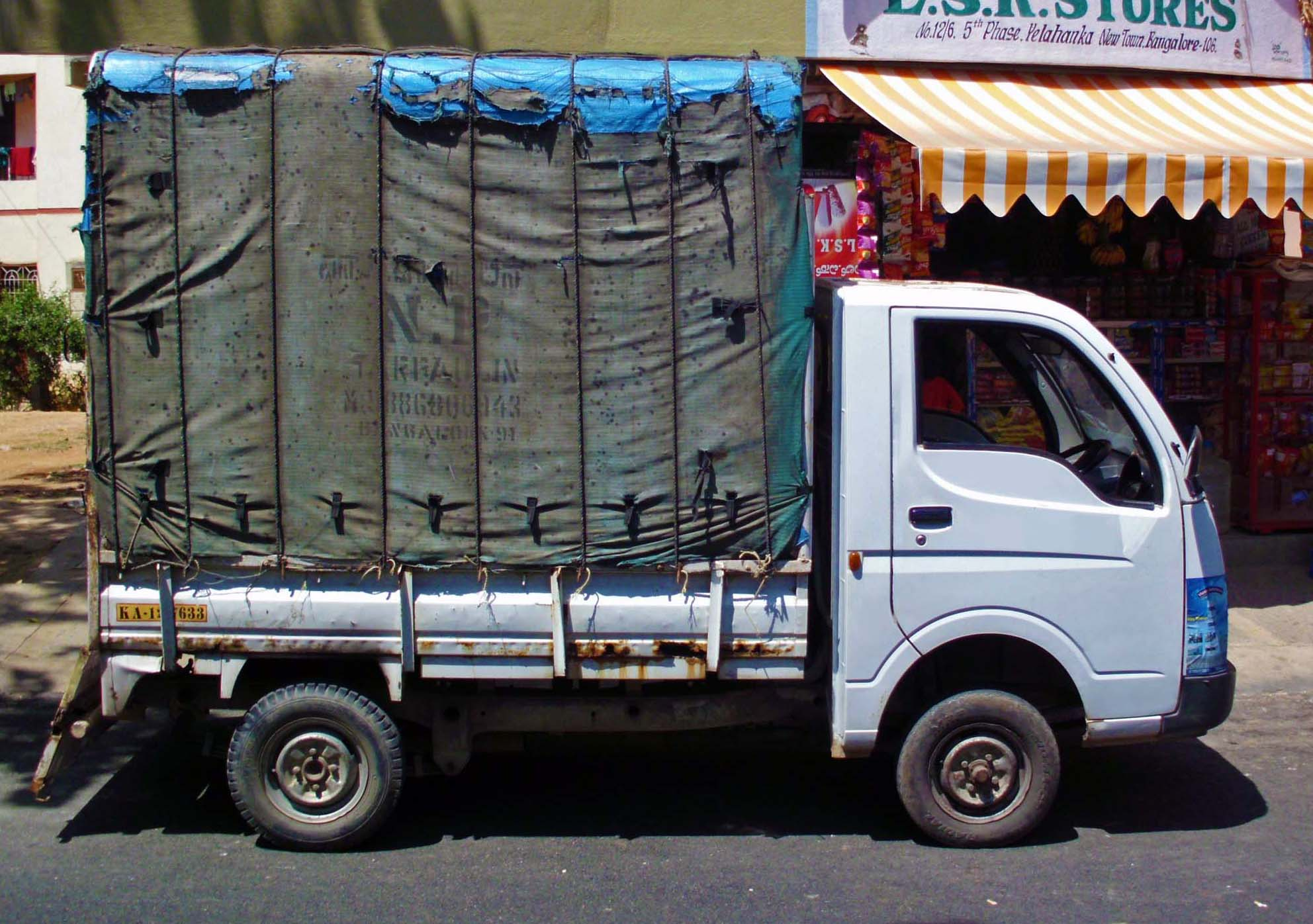
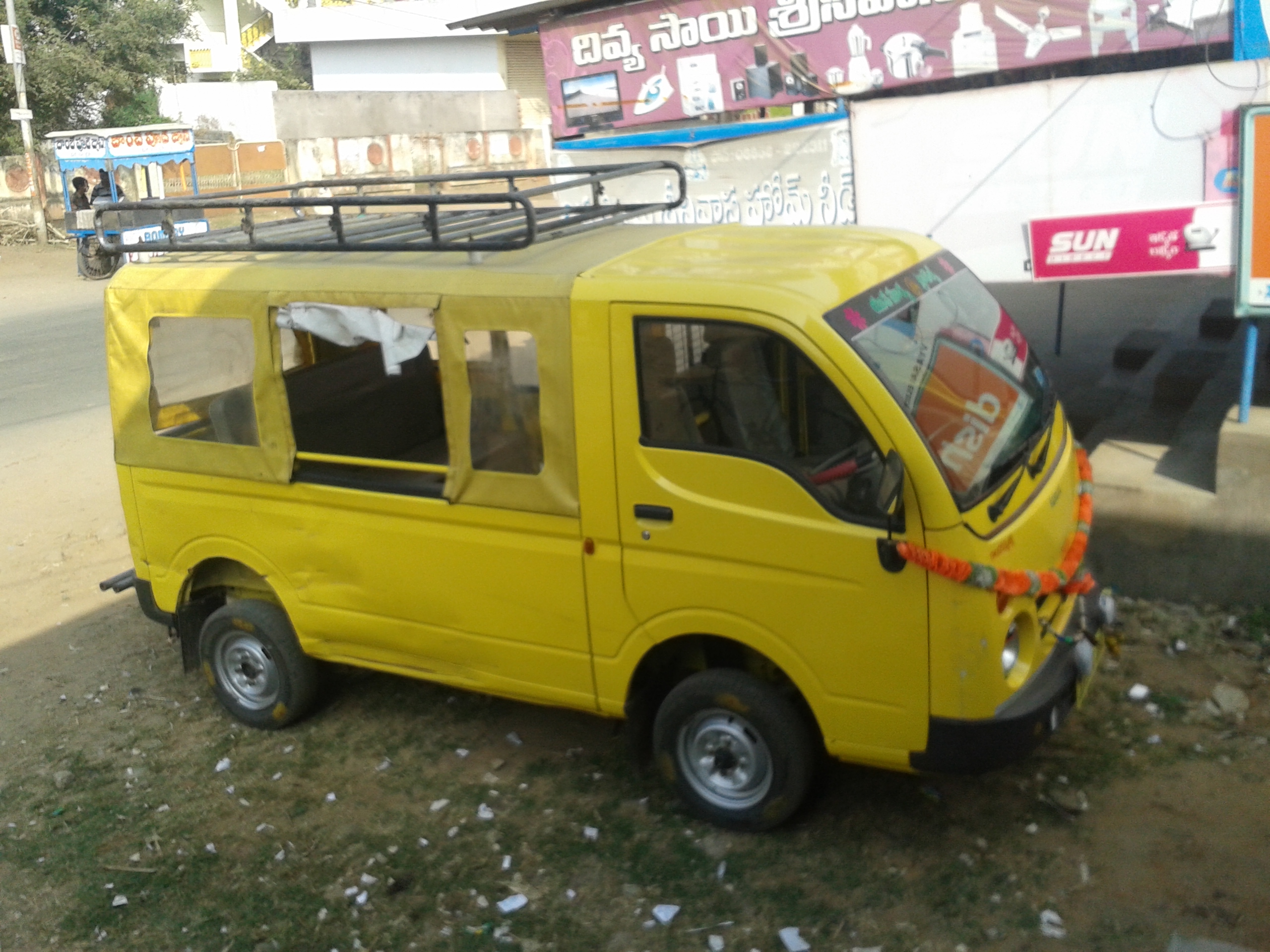
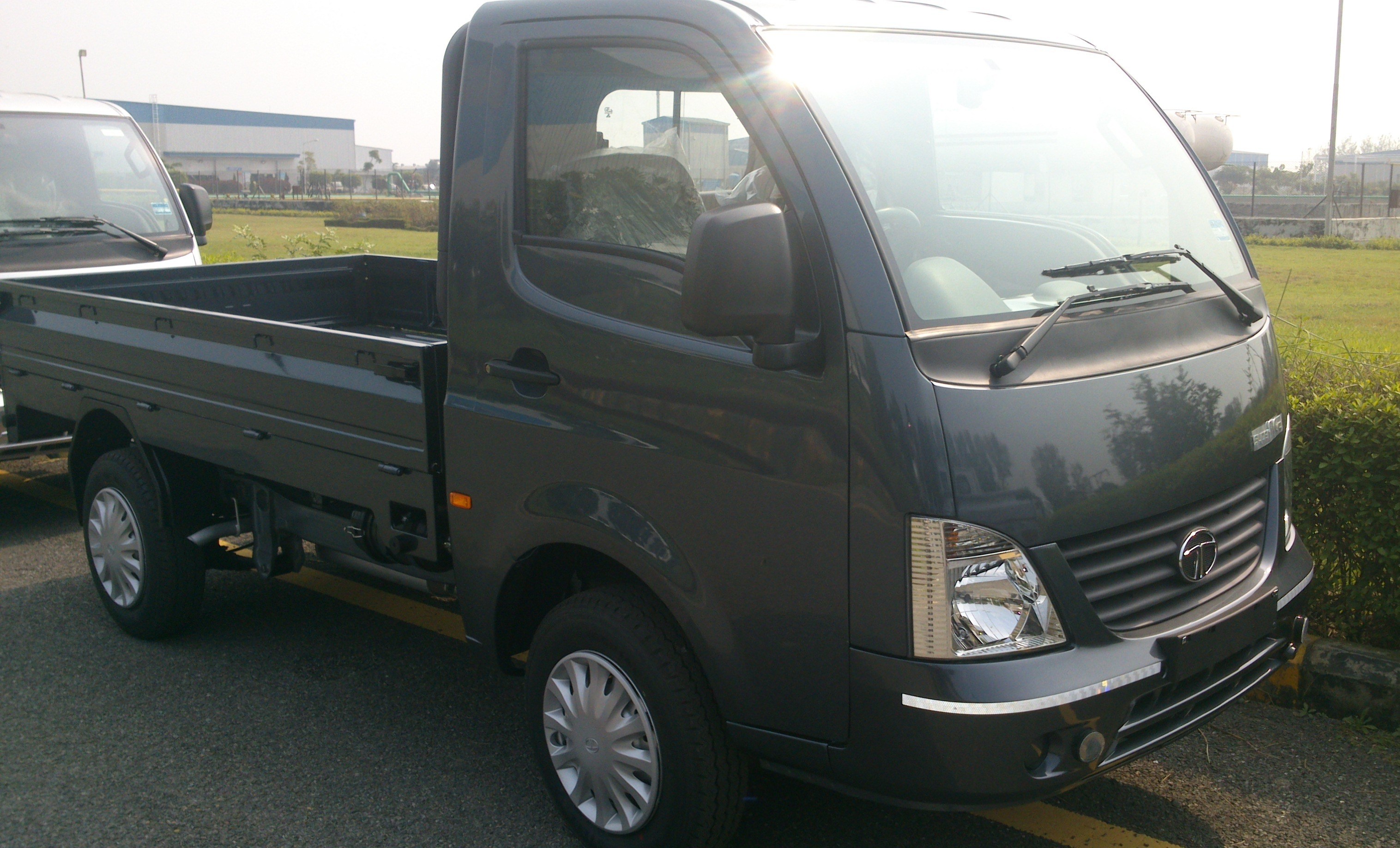